# اختبار البول
يشمل فحص البول (أو اختبار البول) جميع الاختبارات الطبية التي تجرى على عينة البول. يعتبر تحليل البول أداة تشخيصية قيمة، يعكس تركيبه عمل العديد من أجهزة الجسم، وخاصة الكلى والجهاز البولي، ويتميز بسهولة الحصول على العينات. تشمل اختبارات البول الشائعة تحليل البول الروتيني، الذي يجرى لكشف الخصائص الفيزيائية والكيميائية والمجهرية للبول، واختبار تحري المخدرات، واختبار الحمل.

## جمع العينات
تستخدم طرق مختلفة لجمع عينات البول، يعتمد اختيار الطريقة على الاختبار المطلوب. تستخدم عينة البول العشوائي في العديد من الاختبارات، ويمكن الحصول عليها في أي وقت. يُفضل استخدام عينة الصباح الأولى لإجراء اختبارات مثل تحليل البول، واختبار الحمل، تتميز هذه العينة بكونها أكثر تركيزًا، ما يجعل الاختبار أكثر حساسية. يختلف تركيز العديد من المواد في البول على مدار اليوم، ولذلك تتطلب بعض الاختبارات جمع عينات البول المطروحة خلال فترة زمنية معينة (عادةً 24 ساعة)، تؤخذ كمية صغيرة من العينات لإجراء الاختبار. تُستخدم عينات البول المجمعة لفترة محددة بشكل شائع لقياس الكرياتينين، واليوريا، وبروتين البول، والهرمونات، والشوارد. أظهرت الأبحاث أن العديد من النساء غير متأكدات من كيفية أخذ عينة منتصف التبول أو سبب الحاجة إليها.
يجب أن تكون عينة البول خالية من التلوث في حال استخدامها لزرع الأحياء الدقية. يتضمن الحصول على العينة تنظيف المنطقة التناسلية، والبدء في التبول خارج العبوة، ثم ملء عبوة العينة قبل إتمام التبول، وتسمى بعينة منتصف التبول. 
إذا كان المريض غير قادر على التبول الإرادي، تؤخذ العينات باستخدام قسطرة بولية أو عن طريق إدخال إبرة عبر البطن إلى المثانة (البزل فوق العانة). يمكن جمع البول في كيس متصل بالمنطقة التناسلية لدى الرضع والأطفال الصغار، تترافق هذه الطريقة مع خطر عالي للتلوث.

## نبذة تاريخية
استخدم البول لأغراض تشخيصية منذ العصور القديمة. أجريت اختبارات البول في سومر وبابل منذ 4000 قبل الميلاد، ووصف في النصوص اليونانية والسنسكريتية القديمة. تتبع حاليًا طرق مختلفة لمعرفة الخصائص الفيزيائية والكيميائية الحيوية للبول. تعطي نتائج تحليل البول الروتيني معلومات حول أداء الكلى والجهاز البولي؛ وقد يكشف عن وجود عدوى في المسالك البولية، وعن مرض السكري أو أمراض الكبد. يجرى زرع البول لتحديد البكتيريا التي سببت الالتهاب. يجرى اختبار الحمل عن طريق كشف وجود بيتا hCG في البول. يساعد تحليل الخلايا غير الطبيعية في البول في تشخيص بعض أنواع السرطانات، يفيد اختبار الأحماض العضوية أو الأحماض الأمينية في البول في الكشف عن بعض الاضطرابات الوراثية.

## الأنواع
تتضمن اختبارات البول الأنواع التالية:

### الاختبارات الكيميائية
- تحليل البول: يتضمن تقييم الخصائص البصرية للبول، والتقييم الكيميائي باستخدام شرائط اختبار البول، والفحص المجهري.[12]
- اختبار كرياتينين البول، واختبار تصفية الكرياتينين: لتقييم وظائف الكلى.[13]
- اختبار نسبة الألبومين / الكرياتينين: لتشخيص البيلة الألبومينية الزهيدة.[14]
- أسمولالية البول: قياس تركيز البول المحلول.[15]
- ثقل البول النوعي: قياس آخر لتركيز البول.[15]
- مستويات الشوارد في البول: قياس الإلكتروليتات مثل الصوديوم، والبوتاسيوم في البول.[16]
- فجوة البول الأنيونية: تستخدم للتمييز بين بعض أسباب الحماض الاستقلابي.[17]

### الاختبارات الهرمونية
- اختبار الحمل البولي: يكشف عن موجهة الغدد التناسلية المشيمية البشرية في البول.[8]
- قياس كورتيزول البول: يستخدم في تشخيص اضطرابات الغدد الكظرية.[18]
- قياس الميتانيفرينات في البول: يساعد في تشخيص بعض الأورام النادرة.[19]

### علم الاحياء المجهري
- زرع البول: يستخدم زرع الأحياء الدقيقة لعينات البول لتحديد البكتيريا المسببة لالتهابات المسالك البولية.[20]

### اختبارات متنوعة
- تحري المخدرات في البول: يجرى هذا التحري لكشف تعاطي المخدرات العقلية.[10]
- فحص خلايا البول: يشمل فحص الخلايا الشاذة الموجودة في البول، يستخدم في التحري عن بعض أنواع السرطان.[21]
- الرحلان الكهربي لبروتين البول: تصنيف وقياس البروتينات المختلفة في البول، يساعد في تشخيص خلل تخلق الغلوبولينات المناعية أحادية النسيلة.[22]
- قياس الأحماض العضوية في البول، والأحماض الأمينية في البول: تُساعد في تشخيص بعض عيوب الاستقلاب الخلقية.[11]